# Alfabet

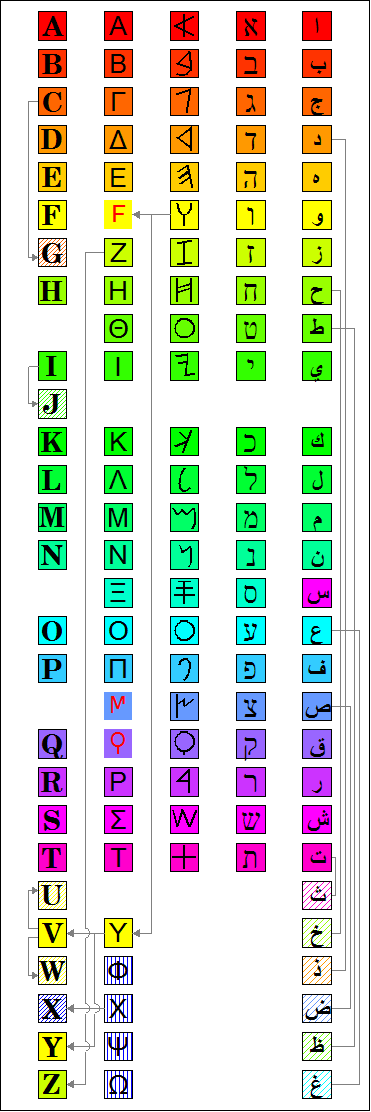
Taula mostrant detalls de quatre alfabets que provenen de l'abjad fenici. D'esquerra a dreta: llatí, grec, alfabet fenici, hebreu, àrab.

L'alfabet és el conjunt de les lletres emprades en l'escriptura d'un llenguatge, el conjunt de símbols, anomenats lletres, que codifiquen una llengua escrita. La codificació de l'alfabet (almenys en una primera època, quan l'escriptura diferia molt poc de la parla) consisteix a representar un so per mitjà d'un símbol o lletra; es contraposa així als sil·labaris i als ideogrames. El mot prové del nom de les lletres alfa (α) i beta (β), que són les dues primeres de l'alfabet grec. Val a dir que el seu sinònim, abecedari, prové del nom de les quatre primeres lletres de l'alfabet llatí: a, be, ce i de (en llatí ABECEDARIVS).
Cada idioma té el seu propi codi sistematitzat, que pot ser particular per a ella mateixa o variacions d'un altre. Així, per exemple, tots els alfabets en ús a l'Europa occidental provenen de l'evolució de l'alfabet del llatí clàssic. De manera similar, l'alfabet llatí i l'alfabet ciríl·lic neixen de l'alfabet grec, que prové de l'alfabet fenici, d'on sorgeix també l'alfabet iber. Quant a les relacions entre l'alfabet fenici i l'ugarític amb altres alfabets més antics i amb l'escriptura cuneïforme i jeroglífica, en particular, així com els lligams amb els alfabets de les llengües indo-àries, si bé són menys clares, també indiquen un origen comú de la majoria d'alfabets.
De vegades no és clar la frontera entre un nou alfabet i una adaptació del mateix alfabet, usualment amb diacrítics, com passa amb les llengües romàniques, que usen grafies no presents al llatí original o accents, signes de puntuació i altres modificadors. Com que l'evolució fonètica de cada idioma és més ràpida que la gràfica, no hi ha una correspondència unívoca entre les lletres de l'alfabet i els fonemes, és a dir, la pronunciació de cada llengua pot variar tot i referir-se a la mateixa lletra. Per aquest motiu l'ortografia dicta les normes per escriure correctament un idioma.

## Etimologia de la paraula
La paraula Alfabet, prové de la paraula del llatí tardà alphabētum, que a la vegada es va originar a partir de la paraula grega ἀλφάβητος (alphábētos), formada per els noms de les dues primeres lletres de l'alfabet grec —ἄλφα (alfa) i βῆτα (beta).

## Història de l'alfabet
Cap al 2700 aC, els antics egipcis havien desenvolupat un conjunt de 22 jeroglífics per representar en forma individual les consonants del seu llenguatge, més un vint-i-tresè jeroglífic que sembla que representava vocals al començament o al final d'una paraula. Aquests glifs eren utilitzats a manera de guies de pronunciació en logogrames, per escriure inflexions gramaticals, i posteriorment per transcriure paraules i noms estrangers. Tanmateix, si bé el sistema era de naturalesa alfabètica no va ser utilitzat per una escriptura purament alfabètica. Per això, encara que el sistema permetia ser utilitzat com un alfabet, va ser sempre utilitzat amb una forta component logogràfica, presumiblement a causa del gran vincle cultural existent amb el complex sistema egipci.
Per tant, la història de l'alfabet comença a l'antic Egipte, més d'un mil·lenni després d'haver començat l'escriptura. El primer alfabet formal va sorgir cap al 2000 aC per a representar el llenguatge dels treballadors semites a Egipte, i es va gestar a partir dels principis alfabètics continguts en els jeroglífics egipcis. La majoria dels alfabets actuals del món o bé descendeixen directament d'aquesta arrel, per exemple els alfabets grec i llatí, o es van inspirar en el seu disseny.
Durant els cinc segles subsegüents es va difondre cap al nord, i tots els alfabets subseqüents del món han baixat d'ell, o han estat inspirats en un dels seus descendents, amb la possible excepció de l'alfabet meroític, una adaptació del segle iii aC dels jeroglífics a Núbia, al sud d'Egipte, tot i que en aquest tema molts estudiosos sospiten que van existir influències del primer alfabet.
Els alfabets de l'edat del bronze mitjana d'Egipte encara han de ser desxifrats. Tanmateix, semblen ja alfabets almenys en forma parcial i, probablement, ja són alfabets complets. Els exemples més antics són gravats de la zona central d'Egipte i datats cap al 1800 aC.
Segons Gordon J. Hamilton, aquestes inscripcions demostren que el lloc de la invenció de l'alfabet molt probablement hagi estat Egipte.
Tanmateix, quan l'escriptura es dissemina cap a Canaan, ja era purament alfabètica, i el jeroglífic que inicialment representava "casa" només significava b.
El primer estat canaanita que va fer un ampli ús de l'alfabet fou Fenícia, i per això les versions posteriors de l'escriptura canaanita són anomenades fenícies. Fenícia era un estat marítim al centre d'una vasta xarxa comercial, i aviat l'alfabet fenici es va difondre per tot el Mediterrani. Dues variants de l'alfabet fenici tindran un gran impacte en la història de l'escriptura: l'alfabet arameu i l'alfabet grec.

### Alfabet grec
Cap al segle viii aC els grecs van incorporar l'alfabet fenici i el van adaptar al seu llenguatge. Les lletres de l'alfabet grec són les mateixes que les de l'alfabet fenici, i tots dos alfabets estan ordenats de la mateixa manera. Tanmateix, si bé l'assignació de lletres vocals haguessin complicat la llegibilitat de l'egipci, fenici o hebreu, la seva absència representava un problema per al llenguatge grec, en el qual les vocals tenen un rol molt més important. Per això els grecs van adaptar aquelles consonants fenícies que no podien pronunciar per representar vocals. Tots els noms de les lletres de l'alfabet fenici començaven amb consonants, i aquestes consonants eren el que les lletres representaven, el que s'anomena principi acrofònic. Tanmateix, diverses consonants fenícies no existien en el grec, i, per tant, diversos noms de lletres es van pronunciar amb vocals en el seu inici. Atès que el començament del nom d'una lletra s'assignava al so d'aquesta lletra, en grec aquestes lletres consonants van passar a ser les vocals.

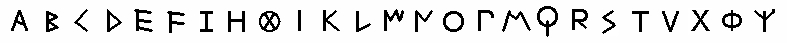
Alfabet de Cumas (grec occidental)

El grec es va convertir en la font de totes les formes d'escriptura modernes a Europa. L'alfabet dels antics dialectes occidentals del grec, com l'alfabet de Cumas, on la lletra eta s'usava com h, va donar lloc als alfabets itàlics antics i l'alfabet romà. En els dialectes grecs, en els que no tenien el so /h/, eta va continuar com a vocal, i es va quedar com a vocal en el grec modern i en tots els alfabets que van derivar de la variant oriental: l'alfabet glagolític, el ciríl·lic, l'armeni, el gòtic (que va adoptar lletres gregues i també llatines), i possiblement el georgià.
Encara que aquesta descripció presenta l'evolució de les escriptures d'una forma lineal, és una simplificació, per exemple, l'alfabet manxú que baixa del adjasi d'Àsia occidental, va ser molt influenciat pel coreà Hangul, que segons les interpretacions és un alfabet independent o deriva dels abugides del sud d'Àsia. El georgià aparentment descendeix de la família aramea, però va ser fortament influenciat en la seva concepció pel grec. L'alfabet grec mateix que deriva dels jeroglífics a través de l'alfabet semític, més tard va adoptar mitja dotzena de signes del demòtic quan va ser usat per a escriure l'egipci copte.

### Alfabet romà

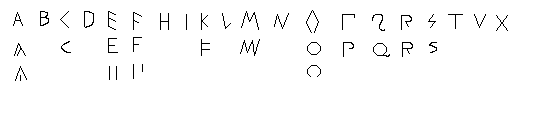
Alfabet llatí arcaic i les seves diferents variants

Una tribu coneguda com els llatins, que es convertirien en els romans, també vivien a la península Itàlica al nord dels grecs occidentals. Els llatins van adoptar per a la seva escriptura una variant de l'alfabet grec occidental a través del contacte amb els etruscs, que en feien servir una transformació, i dels mateixos grecs de la Magna Grècia al voltant del segle vii aC. Els llatins rebutjaven quatre lletres de l'alfabet grec, van prendre la efa etrusca, que es pronunciava com /w/, donant-li el so /f/; també van adoptar la essa etrusca, amb tres línies en ziga-zaga, que posteriorment es corben donant l'aspecte actual de la moderna essa. Per representar el so /g/ en grec i el so /k/ a etrusc, es va utilitzar inicialment la lletra Γ, que acabaria transformant-se en la P. Aquests canvis van donar origen a l'alfabet llatí arcaic, que inicialment tenia 21 lletres, però que abans del segle iii aC perdre la Z.
Els romans usaven la C, K i Q per escriure el so /k/, la C va adoptar també el so /g/. Posteriorment van inventar la G, afegint-li un bastonet a la C, i la van inserir entre la F i la H per raons desconegudes. Una vegada que l'imperi romà va prendre Grècia es tornà a introduir la Z i es va adoptar la I per transcriure les paraules gregues que es manllevaven, col·locant al final de l'alfabet. D'aquesta manera, i després desaparèixer les efímeres lletres que va introduir Claudi, l'alfabet llatí va quedar amb 23 lletres durant la resta de l'antiguitat i l'edat mitjana. A l'edat mitjana apareixen per primera vegada les lletres minúscules a conseqüència de l'evolució soferta per les majúscules al generalitzar l'escriptura amb tinta sobre pergamí o paper.

## Exemples d'alfabets

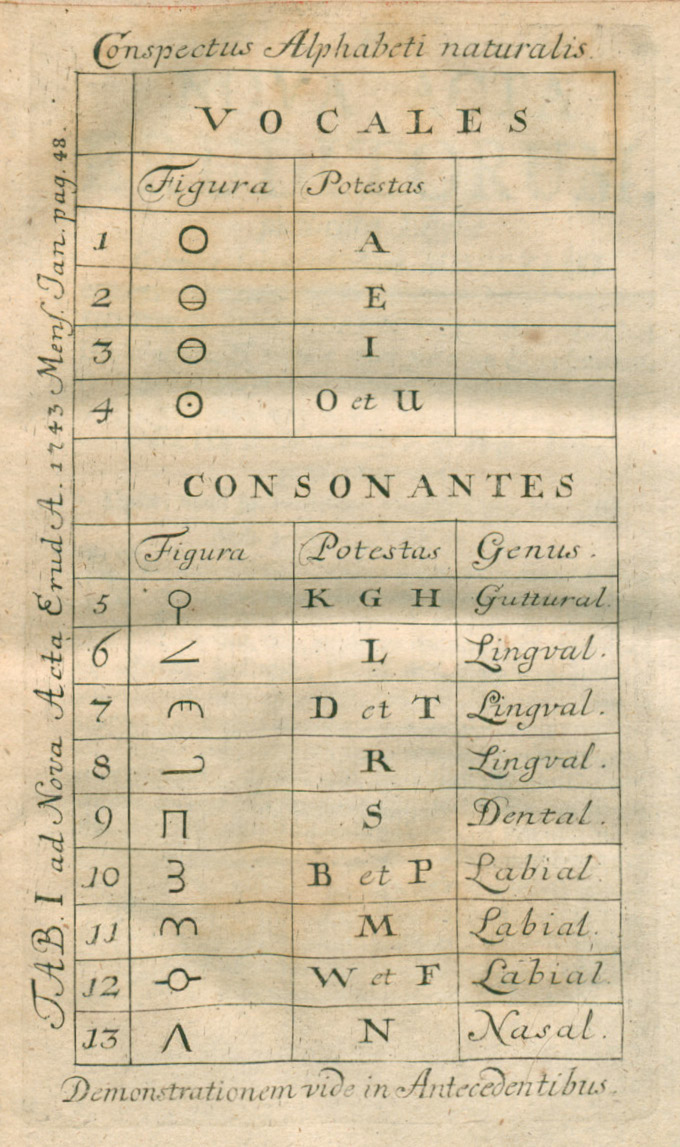
Illustraciò de Acta eruditorum, 1743

Alfabet àrabﺍ, ﺏ, ﺕ, ﺙ, ﺝ, ﺡ, ﺥ, ﺩ, ﺫ, ﺭ, ﺯ, ﺱ, ﺵ, ﺹ, ﺽ, ﻁ, ﻅ, ﻉ, ﻍ, ﻑ, ﻕ, ﻙ, ﻝ, ﻡ, ﻥ, هـ, ﻭ, ﻱ
Alfabet ciríl·licА, Б, В, Г, Ґ, Д, Е, Є, Ж, З, И, І, Ї, Й, К, Л, М, Н, О, П, Р, С, Т, У, Ф, Х, Ц, Ч, Ш, Щ, Ю, Я, Ъ, Ь, Ђ, Љ, Њ, Ћ, Џ
Alfabet grecΑ, Β, Γ, Δ, Ε, Ζ, Η, Θ, Ι, Κ, Λ, Μ, Ν, Ξ, Ο, Π, Ρ, Σ, Τ, Υ, Φ, Χ, Ψ, Ω.
Alfabet hebreuא, ב, ג, ד, ה, ו, ז, ח, ט, י, כ, ל, מ, נ, ס, ע, פ, צ, ק, ר, ש, ת.
Alfabet llatíA, B, C, D, E, F, G, H, I, J, K, L, M, N, O, P, Q, R, S, T, U, V, W, X, Y, Z.

## Evolució lineal dels alfabets occidentals i de l'Orient Mitjà
En 2006 Françoise Briquel-Chatonnet proposà aquesta taula esquemàtica que recollia linealment l'evolució dels alfabets occidentals i del Pròxim Orient.
```
──o Escriptures protosemítiques
├─o Alfabet lineal o protosinaític 
(segle XVI aC)

├─o Alfabet ugarític 
(segle XIII aC)

? ?
|└─o 
Alfabet fenici
 
(segle XI aC - segle X aC)

|├─o Alfabet paleo-hebraic 
(segle IX aC, bescanviat al segle VI aC per l'alfabet hebreu)

|├─o Alfabet púnic
|├─o 
Alfabet arameu
 
(segle IX aC)

|| ├─o * 
Alfabet hebreu
 
(segle VI aC)

|| ├─o Escriptures de l'Àsia central (alfabet sogdià, alfabet uigur, alfabet mongol, etc.)
|| ├─o Alfabet karoshti 
(segle III aC)

|| ├─o Brahmi 
(mitjans del segle III aC)

|| ├─o Alfabet nabateu 
(segle I aC)

|| └─o Alfabet sirià 
(segle I dC)

|| :
|| └─o 
Alfabet àrab
 
(segle
 
vi
)

|└─o 
Alfabet grec
 
(segle IX aC)

|├─o 
Alfabet etrusc
 
(segle VIII aC)

|| └─o 
Alfabet llatí
 
(segle V aC - segle IV aC)

|├─o Alfabet copte 
(segle IV dC)

|├─o 
Alfabet georgià
 
(començament del segle
 
v
)

|├─o 
Alfabet armeni
 
(començament del segle
 
v
)

|└─o 
Alfabet ciríl·lic
 
(segle IX dC)

└─o Escriptures d'Aràbia 
(començament del segle X aC)

├─o Aràbics del nord (alfabet safaític, alfabet dels thamudens, etc.) 
└─o Aràbics del sud
├─o Alfabet himyarita
```

## Sistemes alfabètics al món

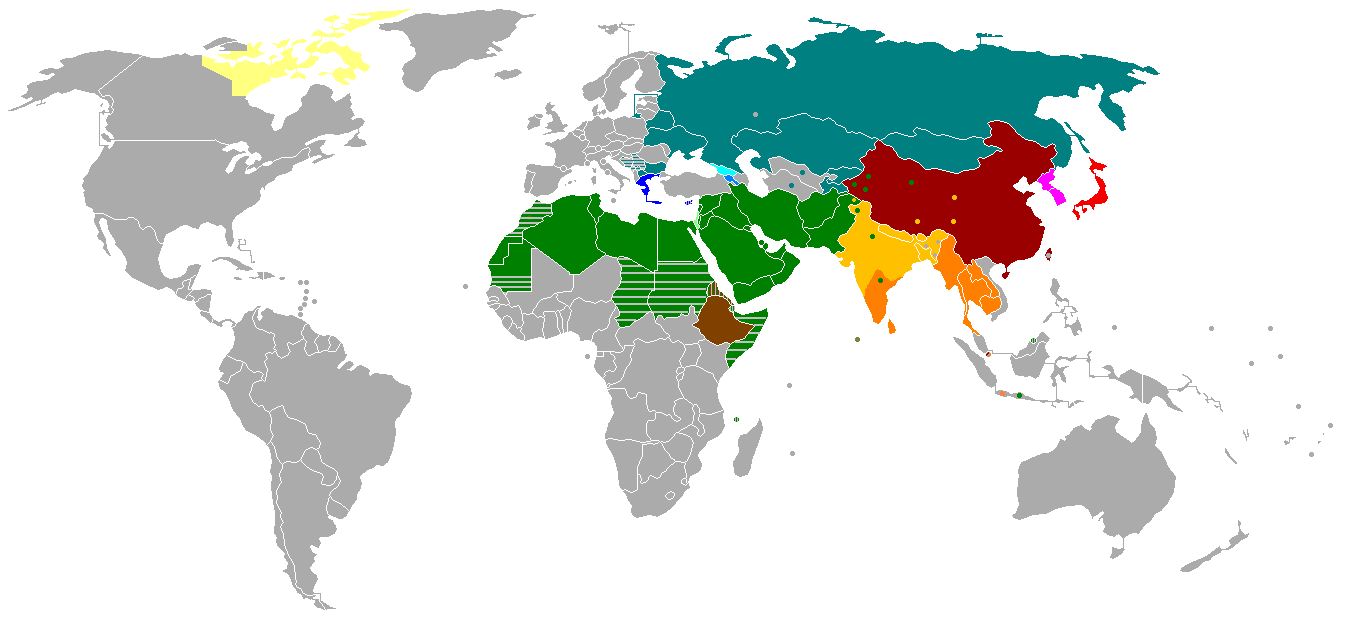

| Alfabet llatí ciríl·lic i llatí grec georgià armeni | Logogràfic + sil·làbic kana (2S) + kanji (L) hanzi (L) hangul (S) + limitat hanja (L) |
| Abjad àrab i llatí hebreu                           | Abugida nord, i sud índic etiòpic thaana canadenc                                     |

## L'alfabet català a través del temps i restabliment de les formes autèntiques
|    | Lluís d'Averçó (S. XIV) | Ullastra (1743) | Antoni Febrer (1804-1821) | Josep Pau Ballot (1815) | Antoni de Bofarull i Adolf Blanc (1867) | Antoni Careta (1901) | Marvà (1932) Ruaix (1976) | Carles Salvador (1951) | Valor (1977) | Ferrer Pastor (1994) | Proposició normativa |
| -- | ----------------------- | --------------- | ------------------------- | ----------------------- | --------------------------------------- | -------------------- | ------------------------- | ---------------------- | ------------ | -------------------- | -------------------- |
| a  | a                       | a               | á                         | a                       | a                                       | a                    | a                         | a                      | a            | a                    | a                    |
| b  | be                      | be              | bè                        | be                      | bè                                      | be                   | be (alta)                 | be                     | be (alta)    | be                   | be                   |
| c  | ce                      | ce              | cè                        | ce                      | cè                                      | ce                   | ce                        | ce                     | ce           | ce                   | ce                   |
| ç  |                         | ce trencada     | çe                        | ce trencada             | ce trencada                             |                      |                           | ce trencada            |              | ce trencada          |                      |
| d  | de                      | de              | dè                        | de                      | dè                                      | de                   | de                        | de                     | de           | de                   | de                   |
| e  | e                       | e               | é                         | e                       |                                         | e                    | e                         | e                      | e            | e                    | e                    |
| f  | ef                      | ef              | èf                        | ef                      | èf                                      | éf                   | efa                       | efe                    | efa          | efe                  | ef                   |
| g  | ge                      | ge              | gè                        | ge                      | gè                                      | ge                   | ge                        | ge                     | ge           | ge                   | ge                   |
| h  |                         | hac             | ác                        | hac                     | hach                                    | hac                  | hac                       | hac                    | hac          | hac                  | hac                  |
| i  |                         | i               | í                         | i                       | i                                       | i                    | i (llatina)               | i                      | i (llatina)  | i                    | i                    |
| j  | jota                    | jota            | jóta                      | jota                    | jota                                    | jota                 | jota                      | jota                   | jota         | jota                 | jota                 |
| k  |                         | ka              | ká                        | ka                      |                                         |                      | ca                        |                        | ca           |                      | ca                   |
| l  |                         | el              | èl                        | el                      | él                                      | èl                   | ela                       | ele                    | ela          | ele                  | el                   |
| ll |                         | ell             | lle                       | ell                     | éll                                     | èll                  |                           |                        |              |                      |                      |
| m  | em                      | em              | èm                        | em                      | èm                                      | ém                   | ema                       | eme                    | ema          | eme                  | em                   |
| n  |                         | en              | èn                        | en                      | én                                      | èn                   | ena                       | ene                    | ena          | ene                  | en                   |
| ny | eny                     |                 | ñe                        | eny                     | èny                                     |                      |                           |                        |              |                      |                      |
| o  | o                       | o               | ó                         |                         | o                                       | o                    | o                         | o                      | o            | o                    | o                    |
| p  | pe                      | pe              | pè                        | pe                      | pè                                      | pe                   | pe                        | pe                     | pe           | pe                   | pe                   |
| q  |                         | qu              | cú                        | cu                      | cu                                      | qu                   | cu                        | cu                     | cu           | qu                   | cu                   |
| r  | er                      | er              | ér                        | er                      | èr                                      | er (no èrre)         | erra                      | erre                   | erra         | erre                 | er                   |
| s  | es                      | es              | ès                        | es                      | ès                                      | és                   | essa                      | esse                   | essa         | esse                 | es                   |
| t  | te                      | te              | tè                        | te                      | tè                                      | te                   | te                        | te                     | te           | te                   | te                   |
| u  |                         | u               | ú                         | u                       | u                                       |                      | u                         | u                      | u            | u                    | u                    |
| v  |                         |                 | ve                        | u consonant             | ve                                      | ve (baixa)           | ve                        | vè                     | ve (baixa)   | ve                   | ve (baixa)           |
| w  |                         |                 |                           |                         |                                         |                      | ve doble                  |                        | ve doble     |                      | ve doble             |
| x  | xex                     | xex             | xèxa                      |                         | xeix                                    | xeix                 | xeix o ics                | ics o xeix             | ics, xeix    | ics o xeix           | xeix (o ics)         |
| y  | i grega                 | y grega         | y grèga                   | y grega                 | y grega, yè                             | i grega              | i grega                   | i grega                | i grega      | i grega              | i grega              |
| z  | ze (no itzeta)          | zeta            | zeta                      | itzeta                  | idzeta                                  | zeta o idzeta        | zeta                      | zeta                   | zeta         | zeta                 | zeta o itzeta        |